# دورا لوي
دورا لوي (بالمجرية: Lőwy Dóra)‏ مواليد 28 يونيو 1977 في المجر، هي لاعبة كرة يد مجرية سابقة لعبت كجناح أيسر. شاركت في دورة الألعاب الأولمبية الصيفية سنة 2000.

## سجل المنافسة
شاركت في البطولات التالية:
- بطولة العالم لكرة اليد للسيدات 1999

## الميداليات
| الميدالية | المسابقة                       |
| --------- | ------------------------------ |
| فضية      | الألعاب الأولمبية الصيفية 2000 |

## روابط خارجية
- دورا لوي على موقع أوليمبيديا (الإنجليزية)